# Уайт, Эндрю Диксон
Эндрю Диксон Уайт (7 ноября 1832 — 4 ноября 1918) — американский дипломат и историк; один из основателей, Президент и профессор Корнеллского университета.
Родился в штате Нью-Йорк, окончил Йельский университет в 1853 году. Был командирован к американскому посольству в Санкт-Петербурге. Вернувшись в Америку, преподавал в Мичиганском университете. В 1865 году стал первым президентом Корнеллского университета, преподавал новую и новейшую историю.
Был послом США в Германии (1879—1881, 1897—1902).
Посол США в России (1892—1894). Один из немногих американцев, встречавшихся как частное лицо, так и в качестве официального представителя своего государства с четырьмя российскими императорами — от Николая I до Николая II. Автор двухтомного труда «Автобиография» (1905).
Автор ряда исторических сочинений.
Был похоронен в часовне Сейджа в кампусе Корнеллского университета. Тело Уайта находится в саркофаге в Мемориальной комнате вместе с останками других людей, считавшихся влиятельными в основание и первые годы существования университета, включая соучредителя Эзру Корнелла и благотворителя Дженни Макгроу-Фиск. Его мраморный саркофаг выполнен в популярном стиле ар-нуво. На нём изображены гербы стран и организаций, сыгравших важную роль в жизни Уайта. Например, на соседней фотографии изображены гербы двух стран, где Уайт был послом; Слева — герб Германской империалистической империи, а справа — Святой Георгий Победоносец, вариант герба Москвы, представляющий Россию. Саркофаг на могиле Уайта создан в 1926 году скульптором Ли Оскаром Лори (1877–1963).

## Труды
- Outlines of a Course of Lectures on History (1861).
- Syllabus of Lectures on Modern History (1876).
- A History of the Warfare of Science with Theology in Christendom. 2 vols. (1896) (Уайт, Э. Д. Борьба религии с наукой / Пер. Д. Л. Вейса ; Предисл.: А. Б. Рановича. — 2-е изд. — М.: ГАИЗ, 1936. — 303 с.)
- Seven Great Statesmen in the Warfare of Humanity with Unreason (1910).